# Herb Marttila

Herb gminy Marttila

Herb gminy Marttila – herb gminy Marttila zainspirowany postacią patrona lokalnej świątyni.
W czerwono-zielonym polu znajdują się trzy złote postacie: świętego Marcina prawą ręką uzbrojoną w miecz przecinającego swój płaszcz, dosiadającego kroczącego konia, a poniżej siedzącego na ziemi, półnagiego żebraka unoszącego prawą rękę. Głowę świętego otacza nimb. Jeździec i koń skierowani są w (heraldycznie) prawą stronę, żebrak w przeciwną.
Herb został zaprojektowany przez artystę Ahti Hammar i zatwierdzony 17 lipca 1956 roku.